# Salnîk, Kalînivka
Salnîk (în ucraineană Сальник) este o comună în raionul Kalînivka, regiunea Vinnița, Ucraina, formată numai din satul de reședință.

## Demografie
Componența lingvistică a satului Salnîk
     Ucraineană (99,1%)
     Alte limbi (0,9%)
Conform recensământului din 2001, majoritatea populației satului Salnîk era vorbitoare de ucraineană (99,1%), existând în minoritate și vorbitori de alte limbi.